# Chi Cao
Chi Cao (chinesisch 曹驰, Pinyin Cáo Chí; * 22. März 1978 in Shanghai, Volksrepublik China) ist ein britischer Balletttänzer chinesischer Herkunft.
Cao wurde als Sohn eines Tanzlehrers und einer Musikerin in Shanghai geboren. Als er vier Jahre alt war, zog die Familie nach Peking. Seine Ausbildung zum klassischen Tänzer erhielt er an der Tanzhochschule Peking, deren Direktor sein Vater geworden war, und ab 1993 an der Royal Ballet School in London. 1995 wurde er Mitglied des Birmingham Royal Ballet und 1992 Meistertänzer der Kompanie. 1998 gewann er in Warna für seine tänzerischen Leistungen die Goldmedaille der International Ballet Competition, eine der weltweit wichtigsten Ballett-Auszeichnungen. Gemeinsam mit seiner Dauerpartnerin, Nao Sakuma, repräsentierte er die Kompanie unter anderem auf der NATO-Gala 2000 in Birmingham sowie beim Goldenen Thronjubiläum der Queen im Jahre 2002.
2008 verkörperte Cao den chinesischen Balletttänzer Li Cunxin in der Verfilmung von dessen Autobiografie Maos letzter Tänzer und wurde für die Auszeichnung als bester Schauspieler des Australian Film Institute nominiert. Li selbst hatte Chi Cao für diese Rolle empfohlen, da er mit dessen Vater befreundet ist.